# Werner Weber
Werner Weber (Schleitheim, cantó de Schaffhausen, 21 de setembre de 1942 - Stein am Rhein, 21 de gener de 2001) va ser un ciclista suís, que fou professional entre 1963 i 1968.

## Palmarès en ruta
- 1963
  - 1r a la Stausee-Rundfahrt Klingnau
- 1964
  - Vencedor de 2 etapes a la Volta a Suïssa
- 1966
  - Vencedor d'una etapa a la Volta a Suïssa

## Palmarès en pista
- 1965
  -  Campió de Suïssa en persecució